# Ladissa
Genre
Ladissa est un genre d'araignées aranéomorphes de la famille des Gnaphosidae.

## Distribution
Les espèces de ce genre se rencontrent en Afrique de l'Ouest et en Asie du Sud.

## Liste des espèces
Selon World Spider Catalog (version 24.5, 13/08/2023) :
- Ladissa africana Simon, 1907
- Ladissa inda (Simon, 1897)
- Ladissa latecingulata Simon, 1907
- Ladissa semirufa Simon, 1907

## Systématique et taxinomie
Ce genre a été décrit par Simon en 1907 dans les Drassidae.

## Publication originale
- Simon, 1907 : « Arachnides recueillis par L. Fea sur la côte occidentale d'Afrique. 1re partie. » Annali del Museo Civico di Storia Naturale di Genova, sér. 3, vol. 3, p. 218-323 (texte intégral).